# 국세공무원교육원
국세공무원교육원(國稅公務員敎育院, National Tax Officials Training Institute)은 대한민국 국세청의 소속기관이다. 1999년 1월 1일 발족하였으며, 제주특별자치도 서귀포시 서호중로 19에 위치하고 있다. 원장은 고위공무원단 나등급에 속하는 일반직공무원으로 보한다.

## 직무
- 보안·문서·인사관리·예산·결산 및 회계에 관한 사항
- 교육훈련의 평가·관리 및 성과의 측정·분석
- 교육훈련계획의 수립 및 교육과정의 운영
- 교육용시설·기기 및 교재의 제작·관리
- 교과 연구 및 교육 지도에 관한 사항
- 국세청 소속공무원에 대한 시험에 관한 사항
- 외부기관 소속 직원에 대한 위탁교육

## 연혁
- 1962년 5월 1일: 재무부 소속으로 재무부공무원훈련소 설치.[3]
- 1963년 10월 31일: 재무부공무원교육원으로 개편.[4]
- 1968년 4월 15일: 국세청 소속 세무공무원교육원으로 개편.[5]
- 1970년: 서울시 성수동으로 청사 이전.
- 1976년: 충남도 대전시로 청사 이전.
- 1982년: 경기도 수원시로 청사 이전.
- 1999년 1월 1일: 관세공무원교육원과 통합하여 국세공무원교육원으로 개편.[6]
- 2001년 2월 28일: 세무대학 시설인수에 따른 교육시설 확대.
- 2006년 1월 2일: 관세 분야 공무원의 교육에 관한 사무를 이관하여 관세국경관리연수원을 분리독립.[7]
- 2015년 10월 27일: 제주도 서귀포시로 청사 이전.[8]

## 조직

### 원장
- 교육지원과[9]
- 교육운영과[9]
- 교수과[9]

## 같이 보기
- 대한민국 국세청
- 관세국경관리연수원
- 세무대학